# Prikubanski (Prikubánskoye, Slaviansk, Krasnodar)
Prikubanski (del ruso: Прикубанский) es un jútor del raión de Slaviansk del krai de Krasnodar, en el sur de Rusia. Está situado en los arrozales situados entre los distributarios del delta del Kubán, en la orilla derecha de este río, frente a Západni, 11 km al sur de Slaviansk-na-Kubani y 76 al oeste de Krasnodar, la capital del krai. Tenía 1 570 habitantes en 2010.
Es cabeza del municipio Prikubanskoye, al que pertenecen asimismo Kirpichni, MTF-8 koljoza "Put k komunizmu" y Sobolevski.

## Historia
La población se ha formado con la inmigración cosaca y campesina en la década de 1830. Hasta 1995 el jútor se llamaba Kubán. En la década de 1930, con la colectivización de la tierra en la Unión Soviética, los terrenos de la localidad pasan a formar parte del koljós Syn Krasnij Partizan, que en la década de 1950 fue incluido en el koljós Put k kommunizmu.

## Lugares de interés
Cerca del jútor se halla un memorial sobre la fosa en la que yacen los restos de los caídos en la defensa y liberación de la localidad durante la Gran Guerra Patria en 1942-1943.

## Economía
Las principales empresas de la localidad, agrícolas, son: OOO Aspekt y OOO Privolie.

## Servicios sociales
En Prikubanski hay una escuela de esnseñanza general (155 alumnos, nº14), un jardín de infancia (nº47), una Casa de Cultura, una biblioteca, una escuela musical e instalaciones deportivas, entre otros establecimientos.